# Киргизстан на Чемпіонаті світу з водних видів спорту 2015
Киргизстан взяв участь у Чемпіонаті світу з водних видів спорту 2015, який пройшов у Казані (Росія) від 24 липня до 9 серпня.

## Плавання
Киргизькі плавці виконали кваліфікаційні нормативи в дисциплінах, які наведено в таблиці (не більш як 2 плавці на одну дисципліну за часом нормативу A, і не більш як 1 плавець на одну дисципліну за часом нормативу B):
Чоловіки
| Спортсмен           | Дисципліна           | Попередній заплив | Попередній заплив | Півфінал        | Півфінал        | Фінал           | Фінал           |
| Спортсмен           | Дисципліна           | Час               | Місце             | Час             | Місце           | Час             | Місце           |
| ------------------- | -------------------- | ----------------- | ----------------- | --------------- | --------------- | --------------- | --------------- |
| Станіслав Карнаухов | 50 м вільним стилем  | 23.92             | 57                | Завершив виступ | Завершив виступ | Завершив виступ | Завершив виступ |
| Станіслав Карнаухов | 100 м вільним стилем | 51.96             | 70                | Завершив виступ | Завершив виступ | Завершив виступ | Завершив виступ |
| Денис Петрашов      | 200 м брасом         | 2:22.84           | 50                | Завершив виступ | Завершив виступ | Завершив виступ | Завершив виступ |
| Рамазан Тайматов    | 50 м брасом          | 30.40             | 57                | Завершив виступ | Завершив виступ | Завершив виступ | Завершив виступ |
| Рамазан Тайматов    | 100 м брасом         | 1:06.49           | 61                | Завершив виступ | Завершив виступ | Завершив виступ | Завершив виступ |

Жінки
| Спортсменка    | Дисципліна   | Попередній заплив | Попередній заплив | Півфінал         | Півфінал         | Фінал            | Фінал            |
| Спортсменка    | Дисципліна   | Час               | Місце             | Час              | Місце            | Час              | Місце            |
| -------------- | ------------ | ----------------- | ----------------- | ---------------- | ---------------- | ---------------- | ---------------- |
| Дарія Таланова | 50 м брасом  | 33.89             | 48                | Завершила виступ | Завершила виступ | Завершила виступ | Завершила виступ |
| Дарія Таланова | 100 м брасом | 1:13.68           | 49                | Завершила виступ | Завершила виступ | Завершила виступ | Завершила виступ |
| Дарія Таланова | 200 м брасом | 2:37.04           | 42                | Завершила виступ | Завершила виступ | Завершила виступ | Завершила виступ |